# ليلى المطوع
ليلى المطوع روائية وصحفية، ونسوية بحرينية، لها رواية «قلبي ليس للبيع». عُرفت بدفاعها عن المرأة وحروبها الفكرية مع نشطاء الطوائف الدينية، وأيضًا بأنشطتها الساعية إلى تغيير بعض تقاليد المجتمع. تعرضت ليلى لانتقادات حادة من قبل نشطاء في الطوائف الدينية.

## المسيرة المهنيّة
شاركت في ورشة الجائزة العالمية للرواية العربية «البوكر» عام 2016, واختيرت عام 2019 للمشاركة في«كتاب كم رئة للساحل» من قبل منظمة الأمم المتحدة للتربية والعلم والثقافة«يونسكو» وصدر الكتاب عام 2020.
حلت كضيفة في «معرض الشارقة الدولي للكتاب» عام 2020, واختيرت عام 2021 للمشاركة في «مهرجان ليون للأدب».

## النشأة
ولدت ليلى في منطقة المحرق في البحرين عام 1987 لعائلة متشددة دينيا، وتعلمت حب القراءة من والدها الذي ترك بعد رحيله مكتبة تضم روائع الأدب العالمي، وساهمت والدتها في تعزيز حبها للقراءة من خلال شرائها للمجلات والكتب.
في بداية العشرينات من عمرها سافرت بمفردها إلى دولة الإمارات العربية وهناك أتت إليها فكرة كتابة الرواية بسبب أحد المواقف التي أثرت عليها من خلال مشاهدتها لصديقتها الواقعة في حب رجل سيء، واستمرت في كتابتها منذ عام 2008 إلى أن صدرت عام 2012 وهو أول عمل أدبي لها بعنوان قلبي ليس للبيع.

## أعمالها
- قلبي ليس للبيع 2012
- كم رئة للساحل 2020[5]
- المنسيون بين ماءين 2024[9][10]

## روابط خارجية
- Goodreads ليلي المطوع